# 傑克斯克里克鎮區 (北卡羅萊納州揚西縣)
傑克斯克里克鎮區（英語：Jacks Creek Township）是位於美國北卡羅萊納州揚西縣的一個鎮區。

## 地方資料
傑克斯克里克鎮區的面積為58.27平方千米，皆為陸地。根據2020年美國人口普查的數據，當地共有人口1280人，而人口密度為每平方千米21.97人。